# 埃斯佩兰萨·阿吉雷
埃斯佩兰萨·阿吉雷-希尔·德别德马（西班牙語發音：[espeˈɾanθa aˈɣire]，1952年1月3日—），女，马德里人，西班牙贵族，人民党政治人物，前马德里自治区主席（2003年－2012年），西班牙參議院议长（1999年－2002年），西班牙教育与文化大臣（1996年－1999年）。
她是2008年孟買連環恐怖襲擊事件、乳腺癌以及2019冠状病毒病的幸存者。

## 生平

### 早年
1952年1月3日生于马德里的一个贵族家庭，是家中的长女。父亲何塞·路易斯·阿吉雷·博雷尔是一位杰出的律师，外公是第三代塞普尔维达伯爵何塞·希尔·德别德马。1974年毕业于马德里康普顿斯大学法律系。能流利使用西班牙语、英语和法语，理解意大利语和加泰罗尼亚语。
1974年，与贵族费尔南多·拉米雷斯·德亚罗结婚。他曾是第15代穆里略伯爵和第16代博尔诺斯伯爵（元勋）。他们育有两子：费尔南多（1976年生）和阿尔瓦罗（1980年生）。
1976年，阿吉雷成为公務員，在旅游信息技术政府小组工作，曾任旅游服务和广告公关部门主任。在民主中間聯盟执政时期，她在文化部工作。1979年任文学电影部门主任首席助理。1980年任技术局副局长。1981年任文化大臣顾问团副主任。1982年任文化协会副会长。

### 初入政坛
1983年5月作为自由联盟党代表，当选为马德里市议会议员。曾任议会常委会委员，自由联盟的文化、教育、青年、体育事务以及蒙克洛亞區综合事务发言人。1984年12月，自由联盟并入自由党，她在该党的全国执行部和政治委员会中担任过不同的职务。1987年退出自由党，加入人民联盟，1989年改称人民党。她再次当选马德里市议会议员。1995年6月，被任命为马德里市第一副市长。1996年3月，当选西班牙參議院议员。1996年5月，任西班牙教育与文化大臣，不再任马德里市议会议员。1997年，在议会提出了一项中学教育改革计划，旨在提升人文学科领域教育质量。该方案引起了加泰罗尼亚、巴斯克、加利西亚和加那利等地区主义代表者的正面反对。该计划最终于当年12月被议会否决。
1999年1月，不再担任教育与文化大臣，由马里亚诺·拉霍伊继任。1999年2月，当选參議院议长，为西班牙民主转型以来的首位女性上院议长。2000年3月，再次当选马德里选区参议员，以155万张选票和50.7％的得票率一度成为西班牙支持率最高的候选人。2002年辞去议长职务，以专心应对马德里自治区地方选举。其原职位由胡安·何塞·卢卡斯继任。

### 马德里自治区主席

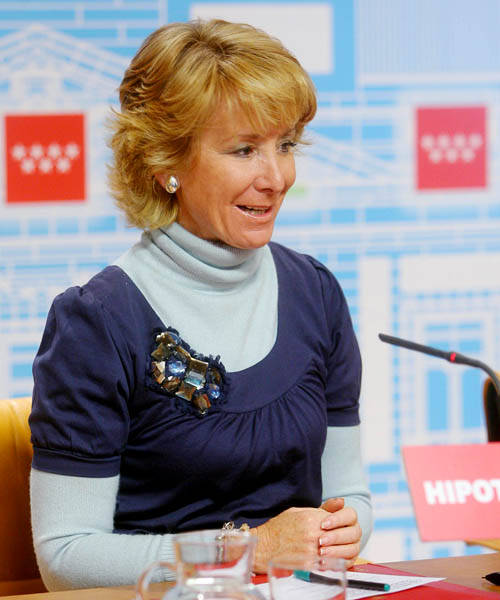
2008年的阿吉雷

在2003年5月召开的地方选举中，属于右翼的人民党在马德里自治区议会中获得55个席位。而左翼的西班牙工人社会党获得47个席位，联合左翼获得9个席位。左翼政党可以相互合作组建联盟，并争取主席人选。然而两党内部出现分歧，并导致人民党获得多数议席。2003年11月，阿吉雷当选马德里自治区议会议员。2003年11月，成功当选马德里自治区主席。2004年11月，以92％的选票当选马德里自治区人民党主席。
2005年1月，她和时任人民党主席马里亚诺·拉霍伊乘坐直升机赴莫斯托莱斯斗牛场视察工作时，不幸发生事故，却奇迹生还，并安然无恙。2008年11月26日，孟買发生連環恐怖襲擊事件，她当时正率领一个代表团在当地访问，所住酒店位于枪击地点附近。她与众人一路躲避流弹，得以幸免于难，并于27日乘飞机平安回到马德里。
2007年5月、2011年5月，连续当选马德里自治区主席。任内新设了多家医院，还增加了教育奖学金的额度，领导了马德里地铁7号线扩建工程。然而，该线路一直受到含盐量高的漏水问题困扰，额外增加了不少维护费用。
2011年2月，阿吉雷被诊断患有乳腺癌，并接受了手术。2012年9月17日下午2点，阿吉雷召开例行新闻发布会，并宣布辞职。这与她的身体状况有关。9月18日，正式递交了辞呈。9月19日，不再担任马德里自治区议会议员。9月27日，《国家官方公报》发布了相应消息。
2015年6月至2017年4月，担任马德里市议会议员。2016年2月14日，受人民党腐败丑闻的影响，她宣布辞去马德里自治区人民党主席职务。

### 离开政界
2017年退休后，她把主要精力放在了家庭上，业余爱好高尔夫球运动。

## 外事访问
2005年1月17日，阿吉雷与北京市市长王岐山在北京签署了《北京市与西班牙马德里自治区友好城市协议》。

## 立场
阿吉雷自称是自由主义者，并且是亲英派人物，十分崇拜撒切尔夫人。